# Нефтеобразование
Нефтеобразование (происхождение нефти; генезис нефти) — длительный процесс образования и накопления нефти в земной коре.

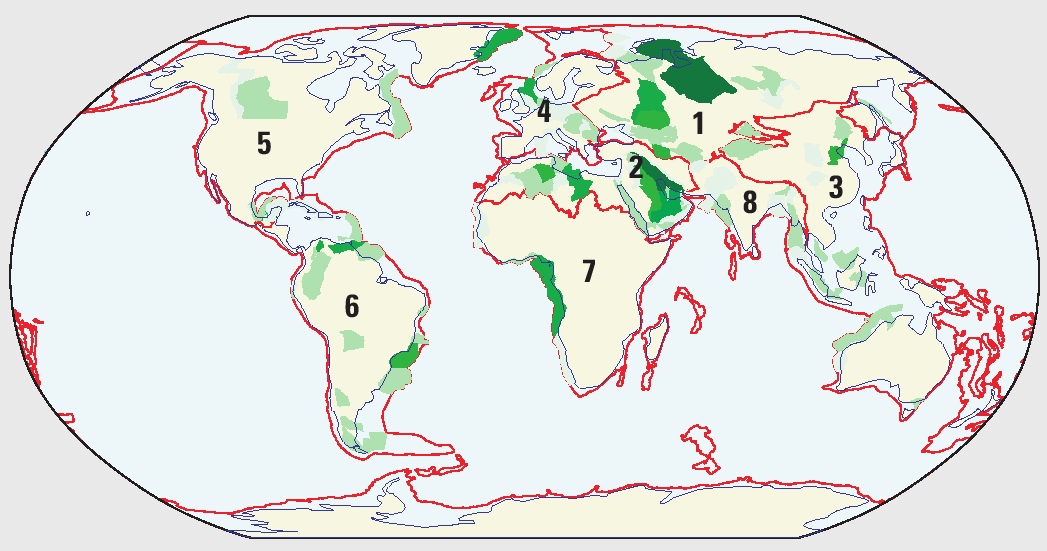
Основные запасы нефти

## История
С конца 1850-х годов Г. В. Абих изучал нефтяные месторождения Кавказа и выдвигал идеи по происхождению и залеганию нефти

В 1906 году Г. П. Михайловский занимался вопросами происхождения кавказской нефти, он отстаивал следующие основные положения:
1. исходное для нефти органическое вещество было смешанным (растительным и животным);
2. захоронение его происходило в глинистых илах (но не в песчаных отложениях, как считали многие геологи тех лет);
3. начальная стадия преобразования материнского органического вещества обусловлена деятельностью бактерий, как аэробных, так и анаэробных; последующие стадии процесса — физико-химические, при которых главнейшие действующие факторы — давление и температура;
4. первичная нефть рождается диффузно-рассеянной;
5. скопление нефти в коллекторах представляет вторичный процесс;
6. формирование залежей нефти является результатом тектонических нарушений, в частности следствием образования антиклиналей.

Его считают одним из основоположников представлений о нефтематеринских свитах. Совершенно аналогичные мысли на 15—25 лет позже Михайловского стали развивать многие советские и зарубежные ученые. Причём общая картина, нарисованная Г. П. Михайловским, была показана в книге «Учение о нефти» (Губкин, 1932).
В 1912 году Ганс Хёфер (1843—1924) собрал в своей книге «Нефть и её родственники. Новый справочник по химической технологии» более сотни гипотез происхождения нефти.
В 1926 году на 15 Сессии Международного геологического конгресса, по предложению румынского геолога Г. Маковея (от Геологической ассоциации по изучению Карпатских гор), в тематику Конгресса была включена тема «Генезис нефти»
В 1950-х годах С. И. Миронов возглавил Лабораторию генезиса нефти Института геологии разработки горючих ископаемых АН СССР в Москве и написал ряд статей.

## Основные теории
Распространение получили две концепции: органического (биогенного) и неорганического (абиогенного) происхождения нефти, при этом большинство научных данных свидетельствует в пользу биогенного происхождения (то есть из остатков древних живых организмов); поиск и добыча нефти ведутся в соответствии с предсказаниями биогенной теории.
- По данным Ю. И. Пиковского — нет единого мнения о происхождении нефти[9].
- По данным М. В. Родкина — эффективное преобразование биогенных веществ в нефть происходит под влиянием факторов, традиционно предлагаемых сторонниками абиогенных гипотез[10][уточнить].

### Биогенное происхождение
При фоссилизации (захоронении) органического вещества (остатков зоопланктона и водорослей) сапропелевого типа в водно-осадочных отложениях происходит его постепенное преобразование. В условиях древних тёплых морей, богатых питательными веществами, органическое вещество поступало на дно быстрее, чем могло разложиться. При погружении осадков на глубину 3-6 км с повышением температуры свыше +50 °C органическое вещество (кероген) подвергается термическому и термокаталитическому распаду полимерлипоидных и других компонентов, при котором могут образовываться жидкие углеводороды, в том числе низкомолекулярные (C5-C15). Жидкие нефтяные углеводороды имеют повышенную подвижность и микронефть может мигрировать из нефтематеринских пород по коллекторам, собираясь в ловушках. В результате движения континентов некоторые ловушки могут остаться на территории континентов или шельфа, однако бо́льшая часть органических осадков при движении океанической коры попадает в зону субдукции.
При изучении молекулярного состава углеводородов были обнаружены хемофоссилии — молекулярные структуры биогенной природы.
Процесс нефтеобразования занимает от 50 до 350 млн лет.
Выделяют следующие стадии нефтеобразования:
- осадконакопление — остатки живых организмов выпадают на дно водных бассейнов;
- биохимическая фаза нефтеобразования (диагенез) — процессы уплотнения, обезвоживания и биохимические процессы в условиях ограниченного доступа кислорода;
- протокатагенез — опускание пласта органических остатков на глубины до 1,5—2 км при медленном подъёме температуры и давления;
- мезокатагенез (главная фаза нефтеобразования (ГФН)) — опускание пласта органических остатков на глубину до 3—4 км при подъёме температуры до +150 °C. При этом органические вещества подвергаются термокаталитической деструкции, в результате чего образуются битуминозные вещества, составляющие основную массу микронефти. Далее происходит отгонка нефти за счёт перепада давления и эмиграционный вынос микронефти в песчаные пласты-коллекторы, а по ним в ловушки;
- апокатагенез керогена (главная фаза газообразования (ГФГ)) — опускание пласта органических остатков на глубину более 4,5 км при подъёме температуры до +180—250 ° C. При этом органическое вещество теряет нефтегенерирующий потенциал и реализует метаногенерирующий потенциал.

Убеждённым сторонником биогенного (растительно-животного) нефтеобразования был И. М. Губкин
В 1948—1949 годах в СССР официально утвердили теорию органического происхождения нефти (И. М. Губкина) на сессиях учёных советов нефтяных институтов в Москве и Ленинграде (прошедших после Августовской сессии ВАСХНИЛ).

### Абиогенное происхождение
Абиогенное (неорганическое) происхождение нефти — теория первичности залежей нефти, которая берет начало с работ Д. И. Менделеева (Россия) и П. Бертло (Франция), а затем развивалась в работах С. Иванова и К. Иванова, Ю. Н. Фёдорова, Л. А. Петрова, В. Б. Порфирьева (СССР), A. M. Cruse, J. S. Seewald (США) и других. Гипотеза неорганического происхождения нефти базируется на том, что углеводороды образуются в мантийных очагах вследствие неорганического синтеза на сверхбольших глубинах в условиях колоссальных давлений и высоких температур из неорганического углерода и водорода.
Абиогенные гипотезы нефтеобразования стали популярны в Советском Союзе в середине XX века. Однако считалось, что неорганическая теория не позволяет сделать эффективные прогнозы для открытия новых нефтяных месторождений.
По мнению К. Иванова, факты, полученные на практике в XXI веке, свидетельствуют в пользу представлений о глубинном происхождении нефти. Формирующая нефть система «водород-углерод» метастабильна. При низких давлениях все тяжёлые углеводороды нестабильны по отношению к метану и стехиометрическому количеству водорода. Метан не полимеризуется в тяжёлые углеводороды при низких давлениях и любых температурах. Однако увеличение температуры при низких давлениях увеличило бы скорость разложения тяжёлых углеводородных молекул. Поскольку химические потенциалы всех биотических молекул уступают химическому потенциалу метана, то такие углеводороды не могут самообразоваться из любых биотических молекул. Для синтеза углеводородных систем, сходных по составу с природными, необходима температура 700—1800 К и давление 15-80 кбар — такие, какие имеются в верхней мантии Земли на глубинах 50-240 км. Через глубинные разломы образовавшиеся в мантии углеводороды проникают в земную кору, где и образуют нефтегазовые месторождения. Это происходит преимущественно на окраинных и внутренних рифтах океанических и континентальных литосферных плит и в других зонах глубинных разломов фундамента осадочных бассейнов.
Проблемы глубинного происхождения нефти и газа, развитие теории неорганического происхождения ископаемых углеводородов и совершенствование практики поисков на основе теории неорганического происхождения нефти обсуждаются на всероссийской конференции «Кудрявцевские чтения», уже прошло 7 конференций.

## Организации
В СССР в 1960-е года вопросами нефтеобразования занималась «Лаборатория происхождения нефти» Института геологии и разработки горючих ископаемых (ИГиРГИ) Государственного комитета химической и нефтяной промышленности при Госплане СССР.

## Современные изыскания и их влияние на теорию
Благодаря открытию ряда нефтяных месторождений ниже так называемого «нефтяного окна» практика опровергла превалировавшую до сих пор теорию осадочного происхождения нефти, отмечает доктор геолого-минералогических наук К. С. Иванов. Нефтяное окно соответствует температурам в земной коре +50—150 °C и глубинам от 2,3 до 4,6 км; ниже него находится газовое окно, 150—200 °C. Обнаружено множество сверхглубоких месторождений в Мексиканском заливе (7832,5—10692 м), месторождение Кариока Шугар Лоуф на бразильском шельфе Атлантики, с предварительно оцененными извлекаемыми запасами нефти в 5,7 млрд т и общими 11 млрд т, при глубине залегания продуктивных горизонтов свыше 5500 м.
Эксперименты российских, американских, западноевропейских и китайских учёных показали: из неорганических компонентов при высоких давлениях и температурах, сходных с условиями верхней мантии Земли, может синтезироваться смесь тяжёлых углеводородов, сходная по своему составу с природной нефтью, количество которой возрастает с ростом давления. Таким образом, наличие в нефти тяжёлых углеводородов может свидетельствовать высоких давлениях её генерации. А присутствие биомаркеров в природной нефти может быть связано не с их органическим происхождением, а с накоплением в ходе фильтрации через осадочные слои, содержащие органические вещества.
А если принять мантиевую гипотезу происхождения нефти, то её наиболее глубокие слои могут находиться либо ниже 10—11 км (С. Н. Иванов), либо около 12 км (А. И. Малышев).
В 2021 году в Чукотском море найден штамм планктонной водоросли Dicrateria rotunda, производящий нефть из воды и углекислого газа. Нефть нужна ему, чтобы держаться на поверхности воды, поскольку плотность нефти меньше плотности воды.